# Vaux d'Amognes
Vaux d'Amognes est, depuis le 1er janvier 2017, une commune nouvelle française située dans le département de la Nièvre en région Bourgogne-Franche-Comté.

## Géographie

### Climat
Pour des articles plus généraux, voir Climat de la Bourgogne-Franche-Comté et Climat de la Nièvre.
En 2010, le climat de la commune est de type climat océanique dégradé des plaines du Centre et du Nord, selon une étude du Centre national de la recherche scientifique s'appuyant sur une série de données couvrant la période 1971-2000. En 2020, Météo-France publie une typologie des climats de la France métropolitaine dans laquelle la commune est exposée à un climat océanique altéré et est dans la région climatique  Centre et contreforts nord du Massif Central, caractérisée par un air sec en été et un bon ensoleillement. 
Pour la période 1971-2000, la température annuelle moyenne est de 11,1 °C, avec une amplitude thermique annuelle de 15,9 °C. Le cumul annuel moyen de précipitations est de 927 mm, avec 12,3 jours de précipitations en janvier et 8,2 jours en juillet. Pour la période 1991-2020, la température moyenne annuelle observée sur la station météorologique installée sur la commune est de 11,3 °C et le cumul annuel moyen de précipitations est de 889,3 mm. 
La température maximale relevée sur cette station est de 41,5 °C, atteinte le 7 août 2003 ; la température minimale est de −13,5 °C, atteinte le 1er mars 2005,,. 
| Mois                                  | jan.            | fév.         | mars           | avril         | mai         | juin         | jui.           | août           | sep.         | oct.          | nov.           | déc.            | année      |
| ------------------------------------- | --------------- | ------------ | -------------- | ------------- | ----------- | ------------ | -------------- | -------------- | ------------ | ------------- | -------------- | --------------- | ---------- |
| Température minimale moyenne (°C)     | 0,8             | 0,5          | 2,8            | 4,9           | 8,5         | 11,8         | 13,7           | 13,6           | 10,3         | 7,7           | 3,7            | 1,3             | 6,6        |
| Température moyenne (°C)              | 3,6             | 4,2          | 7,6            | 10,4          | 14          | 17,6         | 19,8           | 19,7           | 15,7         | 11,8          | 6,9            | 4,1             | 11,3       |
| Température maximale moyenne (°C)     | 6,4             | 7,9          | 12,4           | 15,9          | 19,6        | 23,4         | 25,9           | 25,8           | 21,1         | 15,9          | 10,1           | 6,8             | 15,9       |
| Record de froid (°C) date du record   | −12,5 13.01.03  | −13 05.02.12 | −13,5 01.03.05 | −4,5 08.04.03 | −1 01.05.18 | 2,5 01.06.06 | 5,5 14.07.1998 | 3,5 30.08.1988 | 0 19.09.1994 | −4,5 29.10.12 | −10 21.11.1993 | −12 19.12.09    | −13,5 2005 |
| Record de chaleur (°C) date du record | 16,5 10.01.1991 | 21 27.02.19  | 24 29.03.1989  | 28 21.04.18   | 31 10.05.12 | 38 27.06.19  | 41 31.07.20    | 41,5 07.08.03  | 34 16.09.20  | 29 02.10.01   | 21 02.11.20    | 17,5 16.12.1989 | 41,5 2003  |
| Précipitations (mm)                   | 79,9            | 68,2         | 63,2           | 76,2          | 74,9        | 66,5         | 56,3           | 67             | 67,8         | 85,2          | 91,6           | 92,5            | 889,3      |

| Diagramme climatique                                  |            |             |             |             |              |              |            |              |             |             |            |
| J                                                     | F          | M           | A           | M           | J            | J            | A          | S            | O           | N           | D          |
| 6,40,879,9                                            | 7,90,568,2 | 12,42,863,2 | 15,94,976,2 | 19,68,574,9 | 23,411,866,5 | 25,913,756,3 | 25,813,667 | 21,110,367,8 | 15,97,785,2 | 10,13,791,6 | 6,81,392,5 |
| Moyennes : • Temp. maxi et mini °C • Précipitation mm |            |             |             |             |              |              |            |              |             |             |            |

Les paramètres climatiques de la commune ont été estimés pour le milieu du siècle (2041-2070) selon différents scénarios d'émission de gaz à effet de serre à partir des nouvelles projections climatiques de référence DRIAS-2020. Ils sont consultables sur un site dédié publié par Météo-France en novembre 2022.

## Urbanisme

### Typologie
Au 1er janvier 2024, Vaux d'Amognes est catégorisée commune rurale à habitat très dispersé, selon la nouvelle grille communale de densité à sept niveaux définie par l'Insee en 2022.
Elle est située hors unité urbaine. Par ailleurs la commune fait partie de l'aire d'attraction de Nevers, dont elle est une commune de la couronne,. Cette aire, qui regroupe 93 communes, est catégorisée dans les aires de 50 000 à moins de 200 000 habitants,.

## Histoire
La commune nouvelle regroupe les communes d'Ourouër et de Balleray, qui deviennent des communes déléguées, le 1er janvier 2017. Son chef-lieu se situe à Ourouër.

## Politique et administration
| Nom             | Code Insee | Intercommunalité | Superficie (km2) | Population (dernière pop. légale) | Densité (hab./km2) |
| --------------- | ---------- | ---------------- | ---------------- | --------------------------------- | ------------------ |
| Ourouër (siège) | 58204      | CC le Bon Pays   | 21,76            | 333 (2014)                        | 15                 |
| Balleray        | 58022      | CC le Bon Pays   | 16,08            | 218 (2014)                        | 14                 |

### Liste des maires
| Période                                  | Période  | Identité            | Étiquette | Qualité |
| ---------------------------------------- | -------- | ------------------- | --------- | ------- |
| 2017                                     | 2020     | Jean-Luc Conception |           |         |
| 2020                                     | En cours | Gilles Michon       |           |         |
| Les données manquantes sont à compléter. |          |                     |           |         |